# Massacro d'Odessa
Il massacro d'Odessa fu lo sterminio di larga parte della popolazione ebraica della città ucraina di Odessa avvenuto tra il 22 e il 24 ottobre 1941, quando, come rappresaglia per un attentato contro le truppe di occupazione, un numero compreso tra 25 000 e 34 000 ebrei vennero uccisi a colpi di arma da fuoco o bruciati vivi dalle forze di occupazione rumene e tedesche. In senso più generale, il termine "massacro di Odessa" è spesso riferito anche allo sterminio degli oltre 100 000 ebrei ucraini residenti nella zona compresa tra i fiumi Nistro e Bug.

## Odessa prima del massacro
Prima della seconda guerra mondiale Odessa era abitata da una cospicua comunità ebraica composta da circa 180 000 uomini e donne, pari al 30% della popolazione totale. Quando il 16 ottobre 1941, dopo due mesi di assedio, le truppe rumene e tedesche occuparono Odessa, nella città erano rimasti intrappolati tra gli 80 000 e i 90 000 ebrei, che non erano riusciti a sfuggire all'assedio. Già nei giorni immediatamente seguenti all'occupazione, i vincitori si abbandonarono ad un massacro indiscriminato degli abitanti uccidendo circa 8 000 "comunisti" e ebrei.
La settimana successiva, il 22 ottobre 1941, un ordigno esplose contro il quartier generale rumeno. Nell'esplosione morirono 67 persone, tra cui il governatore militare di Odessa generale Ioan Glogojeanu, 16 ufficiali rumeni, 4 ufficiali della marina tedesca, e 46 tra altri soldati e civili.
Il generale Ion Antonescu, dittatore rumeno, ordinò da Bucarest una spietata rappresaglia: per ogni ufficiale rumeno o tedesco ucciso si sarebbero dovuti massacrare 200 ebrei o comunisti, e per ogni soldato semplice 100. Tutti i comunisti dovevano essere imprigionati, ed un membro di ogni famiglia ebrea doveva essere trattenuto come ostaggio. L'ordine esecutivo n. 302.826 decretò una «immediata azione di rappresaglia, la liquidazione di 18 000 ebrei del quartiere ebraico e l'impiccagione nelle piazze della città di almeno 100 ebrei per ogni quartiere».
Il generale Nicolae Macici, comandante del secondo corpo d'armata romeno, con la complicità del professor Gheorghe Alexianu, governatore di Transnistria e Odessa (nominato dal generale Ion Antonescu, primo ministro della Romania negli anni 1941-1944), diede l'ordine di massacrare oltre 5 000 civili, la maggior parte ebrei, nella notte del 22 ottobre 1941 e, successivamente, altri 20 000, prevalentemente donne, vecchi e bambini.

## I massacri del 22 - 24 ottobre 1941
Accusando ingiustamente gli ebrei dell'attentato terroristico del 22 ottobre, le forze rumene iniziarono già nella notte dello stesso giorno una serie di esecuzioni sommarie. Centinaia di comunisti e ebrei furono fucilati a gruppi di 30-40 per volta.
Il 23 ottobre, 19 000 ebrei furono raccolti in una piazza pubblica nell'area del porto e a migliaia massacrati a colpi di mitraglia, o bruciati vivi in alcuni edifici cui fu dato fuoco. Nel pomeriggio, 20 000-25 000 ebrei vennero costretti ad una marcia fino alle porte della città di Dal'nyk. Lungo la strada, lunga circa 30 chilometri, vennero uccisi tutti coloro che non riuscivano a tenere il ritmo di marcia della colonna: bambini, anziani ed invalidi. Raggiunto Dal'nyk, i rumeni iniziarono a fucilare gli ebrei: il tenente-colonnello Nicolae Deleanu uccise personalmente 50 persone. A questo punto le forze rumene si resero conto che l'eliminazione di tutti i prigionieri avrebbe richiesto troppo tempo così, i restanti (circa 22 000) vennero portati in quattro grandi magazzini dove vennero praticati dei fori per il passaggio delle canne delle mitragliatrici. Dopo aver chiuso le porte il tenente colonnello Nicolae Deleanu ordinò ai suoi uomini di sparare dentro agli edifici. Alle ore 17:00, per avere la certezza che nessuno fosse sopravvissuto, i rumeni appiccarono fuoco ai magazzini ed il giorno successivo vennero lanciate anche diverse bombe. Altri ebrei vennero trascinati nella piazza della città e cosparsi di benzina alla quale venne dato fuoco. Oltre 22 000 corpi vennero ritrovati nelle fosse comuni dopo la fine della guerra.
Complessivamente, le vittime del massacro di Odessa sono stimate tra i 25 000 e i 34 000.

## Successivi massacri nel ghetto d'Odessa
Il 25 ottobre fu ordinato ai circa 35 000 ebrei rimasti a Odessa di trasferirsi all'interno di un ghetto situato nella sobborgo di Slobodka. Essendo la maggior parte degli edifici della zona distrutti a causa degli eventi bellici, tra il 25 ottobre ed il 3 novembre tantissime persone vennero lasciate all'aperto, esposte alle intemperie, e molte di loro, principalmente bambini ed anziani, morirono di congelamento. I massacri continuarono senza tregua: il 28 ottobre 1941, 4 000-5 000 ebrei vennero fucilati. 
In gennaio lo sterminio riprese con la liquidazione del ghetto d'Odessa a Slobodka. Tra il 13 ed il 23 gennaio 1942 gli ultimi 19.582 ebrei rimasti vennero inviati via ferrovia, in vagoni scoperti, a Berezovka dalla quale effettuarono una marcia della morte fino ai campi di concentramento di Golta. Diciotto mesi dopo il loro arrivo quasi nessuno di loro era ancora in vita.
Al 10 aprile 1944, all'arrivo delle truppe sovietiche di liberazione, restavano a Odessa solamente 703 ebrei vivi..

## Numero di uccisioni effettuate
Nonostante nessuno storico contesti lo svolgimento dei fatti avvenuti ad Odessa e la computazione generale dei morti, spesso esistono nelle fonti notevoli differenze nell'indicazione del numero di ebrei uccisi. Queste discrepanze nascono dalla diversa interpretazione data al termine massacro di Odessa, a seconda che si intendano gli eccidi del 22-24 ottobre 1941 (che causarono tra le 25 000 e le 34 000 vittime) o più in generale lo sterminio degli ebrei di Odessa e dei villaggi limitrofi della Transnistria (ovvero 115 000 ebrei e 15 000 rom, tra cui la quasi totalità degli ebrei di Odessa). Ad esempio, la Jewish Virtual Library riporta l'uccisione di 34 000 ebrei riferendosi al periodo 22-24 ottobre 1941, mentre il Museo dell'Olocausto di Washington offre un sommario generale, affermando che «le forze rumene e tedesche uccisero almeno 100 000 ebrei ad Odessa durante l'occupazione della città». 
Il rapporto ufficiale, accettato dal governo rumeno, si concentra esclusivamente sul ruolo ricoperto dalle truppe rumene durante l'Olocausto, ammettendo, nel periodo ottobre 1941 - marzo 1942, la propria corresponsabilità diretta nell'uccisione di almeno 25 000 ebrei e nella deportazione di altri 35 000 (nella maggior parte uccisi successivamente). Il rapporto riconosce inoltre il proprio coinvolgimento nella morte di 50 000 ebrei a Bogdanovka e di altri 10 000 circa nei campi di concentramento di Golta.

## Il processo ai criminali di guerra
Il processo che riguardava anche i crimini perpetrati ad Odessa e Dalnic tra il 22 ed il 24 ottobre 1941 fu il primo effettuato presso il Tribunale del popolo di Bucarest. Alla sua conclusione, il 22 maggio 1945, il generale Nicolae Macici, il maresciallo Ion Antonescu, il professor Gheorghe Alexianu, governatore romeno della Transnistria e di Odessa, il professor Mihai Antonescu, vice-primo ministro e ministro degli esteri e il generale "Piky" Vasiliu, comandante della gendarmeria, vennero giudicati tutti colpevoli per i massacri e condannati a morte. Altri ventotto imputati vennero condannati a pene detentive comprese tra l'ergastolo ed un anno. Il 1º luglio 1945 il re Michele I commutò la sentenza di morte di Macici all'ergastolo; questi morì nella prigione di Aiud nel 1950. In realtà, nel processo contro Ion Antonescu, l'accusa principale che portò alla condanna a morte e all'esecuzione del dittatore romeno non era incentrata solamente sui massacri di ebrei compiuti dall'esercito romeno, ma anche sulla partecipazione della Romania all'operazione Barbarossa contro l'Unione Sovietica.